# 하바역 (나가노현)
하바역(일본어: 羽場駅)은 일본 나가노현 가미이나군 다쓰노정에 위치한 도카이 여객철도 이다선의 철도역이다. 상대식 승강장 2면 2선의 구조를 갖춘 지상역이다.

## 타는 곳
| 승강장 | 노선     | 방향 | 행선지             |
| ------ | -------- | ---- | ------------------ |
| 1      | ■ 이다선 | 하행 | 다쓰노 방면        |
| 2      | ■ 이다선 | 상행 | 이다 · 덴류쿄 방면 |

## 역 주변
- 국도 제153호선
- 주오 자동차도 이나키타 나들목

## 역사
- 1909년 12월 28일 : 이나 전차 궤도가 마쓰시마 - 다쓰노 간에서 개업했던 때에 설치.
- 1923년 3월 16일 : 이나마쓰시마 - 다쓰노 간이 현재의 신 선로에서 교체돼, 신 선상역사에 이전. 일반역.
- 1943년 8월 1일 : 이나 전기 철도선이 이다선의 일부로서 국유화되어, 일본국유철도가 승계.
- 1971년 12월 1일 : 하물 · 화물의 취급을 폐지.
- 1983년 2월 24일 : CTC화에 수반해 무인역화.
- 1987년 4월 1일 : 일본국유철도 분할 민영화에 의해, 도카이 여객철도가 승계.
- 1999년 2월 1일 : 역사 해체, 대합실 신설.

## 인접 역
| 도카이 여객철도 이다선 | 도카이 여객철도 이다선 | 도카이 여객철도 이다선   |
| ---------------------- | ---------------------- | ------------------------ |
| 사와 이다 방면         | ■ 쾌속 '미스즈'        | 이나신마치 마쓰모토 방면 |
| 사와 도요하시 방면     | ■ 보통                 | 이나신마치 다쓰노 방면   |